# Aguadulce
Aguadulce település Spanyolországban, Sevilla tartományban. Aguadulce Estepa, Gilena és Osuna községekkel határos. Lakosainak száma 2042 fő (2024).

## Népesség
A település népessége az elmúlt években az alábbi módon változott:
| Lakosok száma | 1968 | 1982 | 2060 | 2124 | 2165 | 2149 | 2047 | 2020 | 2043 | 2042 |
|               | 2001 | 2004 | 2007 | 2009 | 2012 | 2014 | 2017 | 2019 | 2022 | 2024 |